# Glassonby
Glassonby je malá obec nacházející se v Severozápadní Anglii v hrabství Cumbria. Nedaleko obce protéká řeka Eden po jejímž pravém břehu vede veřejná stezka. Obec spravuje také obec Gamblesby, jež byla až do roku 1934 samostatná, a osady Glassonbybeck, Maughanby a Unthank.
Ve vesnici se nachází metodistický kostel a malé letiště pro ultralehká letadla. Jižně od obce se nachází kamenný kruh Long Meg a anglikánský kostel svatého Michala, který je farním kostelem zaniklé obce Addigham.

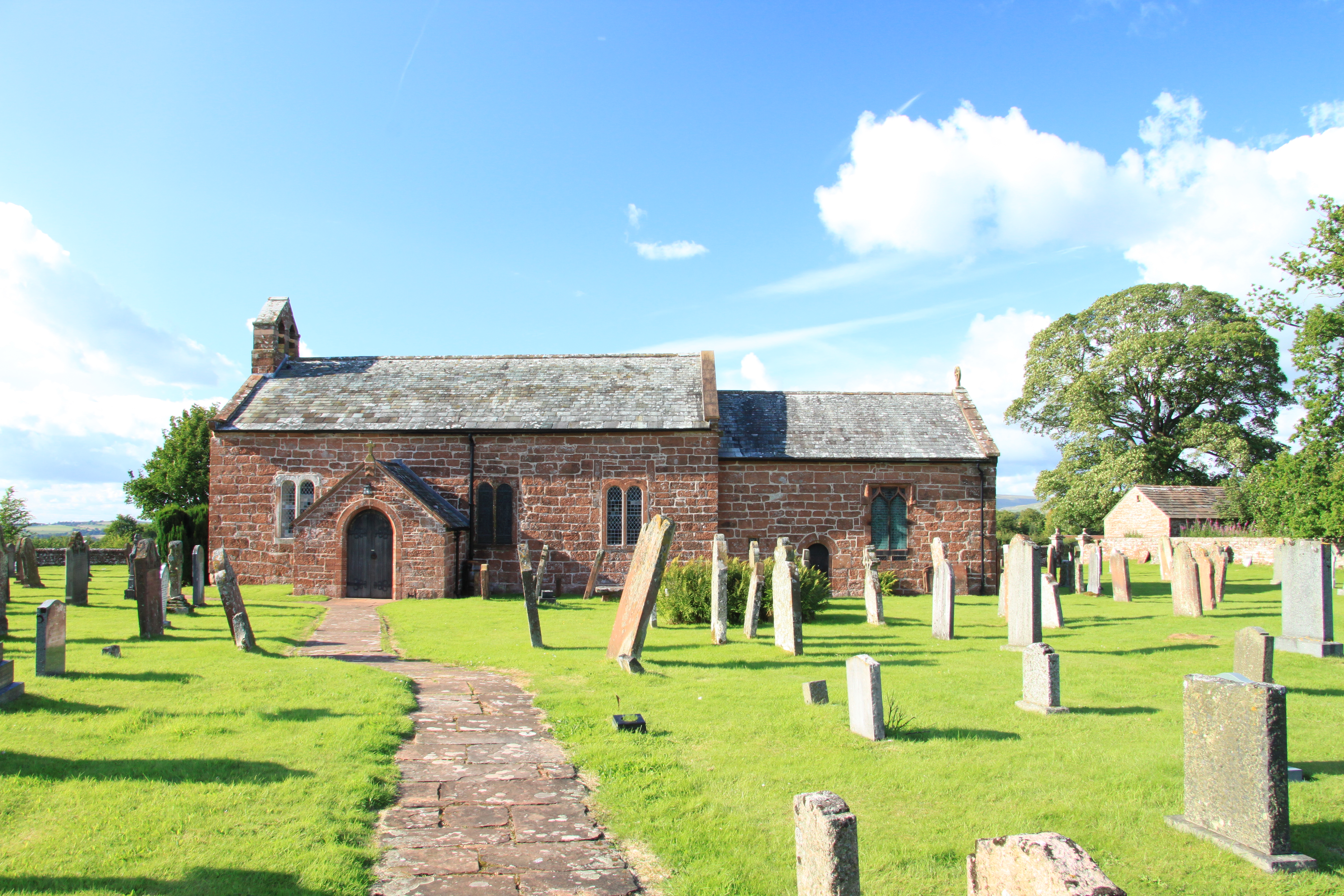
Anglikánský kostel v Glassonby a přilehlý hřbitov
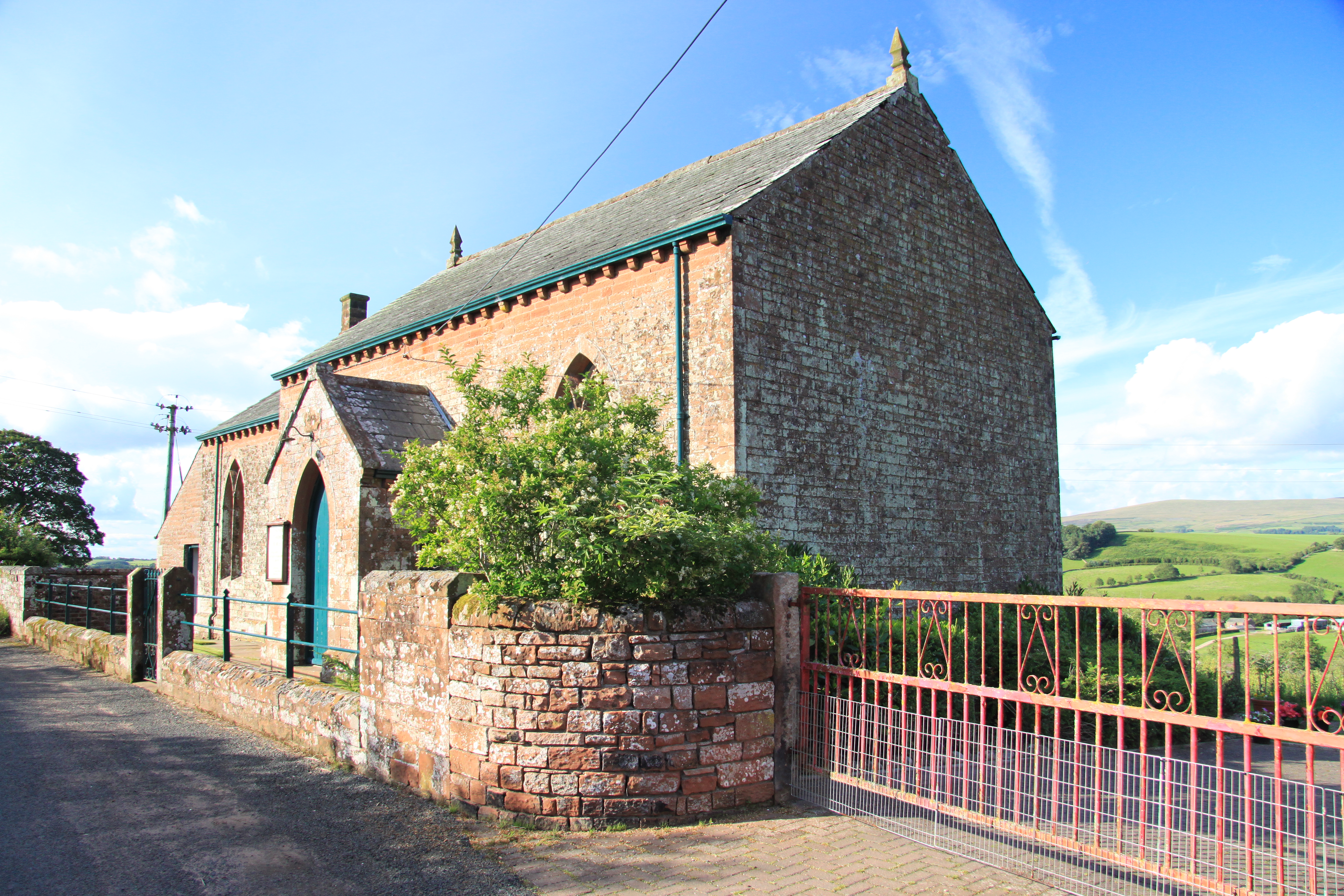
Metodistický kostel v Glassonby, pohled od hlavní silnice